# دان بيركنز
دان بيركنز (بالإنجليزية: Dan Perkins)‏ هو لاعب كرة قاعدة أمريكي، ولد في 15 مارس 1975 في ميامي في الولايات المتحدة.

## وصلات خارجية
- دان بيركنز على موقعبيزبول رفرنس.كوم (الدوري الرئيسي) (الإنجليزية)
- دان بيركنز على موقعبيزبول رفرنس.كوم (الدوري الثانوي) (الإنجليزية)
- دان بيركنز على موقع مشجعي الرسوم البيانية (الإنجليزية)